# Паппус
Па́ппус, или хохоло́к, или парашю́тик, или лету́чка:
- видоизменённая чашечка цветка;
- совокупность волосков (шипов, чешуек), отходящих от околоплодника.

Хотя паппус обычно считают видоизменённой чашечкой (по своему положению в цветке он соответствует именно ей), имеются аргументы, которые ставят такое соответствие под сомнение: во-первых, в процессе индивидуального развития (онтогенеза) паппус возникает позже венчика, что нехарактерно для чашечки; во-вторых, даже когда паппус имеет форму чешуек (пельтатных волосков), в них отсутствуют сосудистые пучки, характерные для чашечки.
Паппусы имеются у плодов большинства видов семейства Астровые, или Сложноцветные (Asteraceae).
Паппусы в виде волосков — характерная часть плодов, распространяемых с помощью ветра. У представителей рода Одуванчик (Taraxacum) на вершине вытянутого носика семянки имеется множество волосков, в результате чего плод может перелетать в воздушных потоках на большие расстояния. Ещё более высокими летательными качествами обладают семянки растений из рода Козлобородник (Tragopogon), поскольку волоски паппуса на них перистые.
Иногда паппус служит для распространения плодов другими способами. К примеру, паппус плодов рода Череда трёхраздельная (Bidens tripartita) состоит из двух или трёх щетинок, покрытых зазубринами, в результате семянки крепко застревают в шерсти животных и одежде человека.
У некоторых видов паппус редуцирован и состоит из плёнчатых чешуек — например, у подсолнечника.